# Faturui (Ort)
Faturui (Fatu Rui) ist ein osttimoresischer Ort im Suco Leolima (Verwaltungsamt Balibo, Gemeinde Bobonaro). Er liegt in einer Meereshöhe von 379 m im Süden der Aldeia Faturui. Nördlich befindet sich das Nachbardorf Duaderoc, nordwestlich der Ort Manuinan. Nach Osten führt eine Straße in das Dorf Diruana. Südlich verläuft der Laecouken, ein Zufluss des Nunura. Im Nordosten erhebt sich der Foho Lutin (537 m).
Die Grundschule Faturui befindet sich in Manuinan.